# Matias Olímpio
Matias Olímpio is een gemeente in de Braziliaanse deelstaat Piauí. De gemeente telt 10.863 inwoners (schatting 2009).